# Mekong Stories
Pour plus de détails, voir Fiche technique et Distribution.
Mekong Stories (Cha và con và, littéralement Père et fils et) est un film vietnamien réalisé par Phan Đăng Di, sorti en 2015.
Le film est sélectionné pour être projeté en compétition dans la section officielle au 65e Festival international du film de Berlin (2015).
Il est aussi en compétition au Festival des trois continents 2015 où il remporte le Prix du Jury Jeune.

## Synopsis
Vu vit avec des amis à Hô-Chi-Minh-Ville dans une maison au bord du fleuve. Son père qui vit à la campagne vient lui rendre visite, il aimerait que Vu épouse une des colocataires. Mais Vu est amoureux de Thang, un autre colocataire.

## Fiche technique
- Titre : Mekong Stories
- Titre original : Cha và con và
- Réalisation : Phan Đăng Di
- Scénario : Phan Đăng Di
- Pays d'origine : Viêt Nam
- Format : Couleurs - 35 mm - 2,35:1
- Genre : drame
- Durée : 102 minutes
- Dates de sortie :
  -  Allemagne : 13 février 2015 (Berlinale 2015)
  -  Viêt Nam : 1er décembre 2015
  -  France : 20 avril 2016

## Distribution
- Cong Hoang Le : Vu
- Truong The Vinh : Thang
- Ha Phong Nguyen : monsieur Sau, le père de Vu
- Thi Kieu Trinh Nguyen : madame Phung
- Quoc Viet Mai : Tung
- Do Thi Hai Yen : Van
- Thien Tu Nguyen : Mai
- Jayvee Mai The Hiep : le docteur

## Prix
- Prix du Jury Jeune au Festival des trois continents 2015.